# Heavy Rain
Heavy Rain je akční dobrodružná videohra z roku 2010, kterou vyvinula společnost Quantic Dream a vydala společnost Sony Computer Entertainment pro PlayStation 3. Port na PlayStation 4 byl vydán v roce 2016, zatímco pro Windows v roce 2019.

## Synopse
Ve hře vystupují čtyři hlavní hrdinové, kteří se zabývají záhadou sériového vraha Origami Killera, který využívá delší období dešťů, aby utopil své oběti.

### Hratelnost
Hráč interaguje se hrou prováděním akcí zvýrazněných na obrazovce v souvislosti s pohyby na ovladači a v některých případech i prováděním řady rychlých úkonů. Hráčovy volby a akce během hry ovlivňují příběh.

## Vývoj
Vývojář hry David Cage napsal dvoutisícistránkový scénář, po čtyři roky vývoje působil jako režisér, cestoval do Filadelfie, aby prozkoumal prostředí, a hodlal vylepšit to, co bylo v jeho hře Fahrenheit z roku 2005 chybné. Hudbu, která byla nahrána ve studiu Abbey Road, složil skladatel Normand Corbeil.

## Vydání a ohlasy
Hra vyšla v roce 2010 pro PlayStation 3. Port na PlayStation 4 byl vydán v roce 2016, zatímco pro Windows v roce 2019.
Hra Heavy Rain, která zaznamenala kritický i komerční úspěch, je považována za jednu z nejlepších videoher vůbec a sklízí chválu za emocionální dopad, vizuální stránku, scénář, ovládání a hudbu, ačkoli někteří kritici jí vytýkali ovládání, hlasové projevy a dějové nesrovnalosti. Do ledna 2018 se jí prodalo 5,3 milionu kusů.